# Právo na ochranu osobnosti
Právo na ochranu osobnosti je zaručeno každému, přičemž osobností se zde rozumí především, nikoli ale výlučně, život a důstojnost člověka, jeho zdraví, jméno, vážnost, čest, soukromí a projevy osobní povahy.
Toto právo je zaručeno již na ústavní úrovni Listinou základních práv a svobod, a zpřesněno a vybaveno sankčními mechanismy je cestou zákona. Kromě všeobecné ochrany prostřednictvím občanského zákoníku jde např. o zákon o ochraně osobních údajů, trestní zákoník, zákoník práce nebo o tiskový zákon. Jde ale o právo relativní, které se může dostat do kolize s jiným právem, např. právem na informace. V takovém případě bude vždy na soudu, kterému z dotčených práv dá v daném kontextu přednost. Žalobu na ochranu osobnosti projednávají v prvním stupni okresní soudy, ledaže jde o ochranu názvu a pověsti právnické osoby, kde rozhodují prvotně krajské soudy.

## Osobnost člověka z právního hlediska
Osobnost člověka není v žádném právním předpise definována. Člověk je východiskem pro existenci osoby v právním smyslu. Občanský zákoník nahrazuje v obecných ustanoveních pojem osoby termínem člověk. Právní teorie definuje osobnost člověka jako souhrn hodnot lidské bytosti, za které lze považovat spojení aspektů biologických, společenských a psychologických, přičemž osobnost člověka je postupně formována soužitím s ostatními lidmi v lidském společenství. Současná právní nauka definuje osobnost jako „to, co tvoří člověka v jeho celistvosti, tedy jeho integrita. Pod tento pojem zařazujeme především morální a fyzickou integritu člověka, včetně jeho vnějších projevů, jeho psychofyzickou identitu (zejména realizovanou v právu na jméno, sexuální orientaci, a v neposlední řadě i jeho sexuální identitu), ale i prostředí, ve kterém se pohybuje, tj. jeho prostor a soukromí. Osobnost charakterizuje člověka v jeho individuální jedinečnosti a v dynamickém vztahu ke svému okolí“
Osoba v právním smyslu vzniká narozením a k jejímu zániku dochází smrtí člověka. Po narození je osobě člověka přiznána plná právní ochrana, přičemž lidský život je hoden ochrany již před narozením. Pro stanovení okamžiku smrti právo respektuje nejnovější poznatky medicínské vědy.
Osobnost člověka je nositelem osobnostních práv, která umožňují člověku nakládat v mezích právního řádu se svou osobností. Osobní, resp. osobnostní práva jsou spojena s osobností člověka, její nedotknutelností a autonomním postavením. Osobnostní práva jsou zakotvena v mezinárodním právu, zejména v Evropské úmluvě o ochraně lidských práv. Ústavní rámec osobnostních práv vymezuje čl. 6 Listiny základních práv a svobod, kde je upraveno právo na život. Právo na život je základním právem člověka, které je univerzální a plně se na ně vztahuje ustanovení čl. 1 Listiny základních práv a svobod, o rovnosti všech lidí v tomto právu a o jeho nezadatelnosti, nezrušitelnosti, nezcizitelnosti a nepromlčitelnosti. Základní právní úprava osobnostních práv je v českém právním řádu obsažena v zákoně č. 89/2012 Sb., občanském zákoníku, ve znění pozdějších předpisů. Osobnostní práva upravená v občanském zákoníku vychází z monistické koncepce založené na generální klauzuli, která je doplněna výčtem jednotlivých dílčích úprav a zastává tezi, že: „K ochraně některých dílčích oprávnění plynoucích z osobnostního práva (vzhledem k integritě člověka jako přirozené osobnosti nelze mluvit o „několika“ osobnostních právech, ježto z jednoty lidské osobnosti plyne, že to je jediné právo) postačí generální klauzule, někdy i ve spojení se speciálními ustanoveními kodexu jinde, popř. s oporou, či doplňujícím významem takových ustanovení.“ Všeobecné osobnostní právo náleží každému člověku, má osobní nemajetkový charakter a působí proti všem. Má tedy povahu absolutního práva. Kromě těchto práv existují tzv. zvláštní osobnostní práva, která nenáleží každému, ale souvisejí s tvůrčími schopnostmi člověka.
Mezi základní osobnostní práva patří:
- právo na život a zdraví,
- ochrana lidské důstojnosti,
- právo žít v příznivém životním prostředí,
- ochrana vážnosti a cti člověka,
- právo na soukromí,
- ochrana projevů osobní povahy.

Kromě samotné osobnosti člověka jsou chráněna i jeho přirozená práva. Přirozená práva spojená s osobností člověka jsou definována v ustanovení § 19 zákona č. 89/2012 Sb., občanském zákoníku, ve znění pozdějších předpisů, dle kterého tato práva nelze zcizit a nelze se jich vzdát. Nezadatelnost a nezcizitelnost základních práv však  neznamená, že je nelze omezit. Mohou být omezena zákonodárnou či jinou veřejnou mocí, avšak pouze za předpokladu, že ujednání, kterými se taková práva omezují, nesmí být v rozporu se zákonem, dobrými mravy nebo veřejným pořádkem.

## Obecné prostředky ochrany
Pokud dojde k neoprávněnému zásahu do práva na ochranu osobnosti fyzické osoby, může se tato soudně domáhat, aby:
- bylo upuštěno od těchto neoprávněných zásahů,
- byly odstraněny jejich následky a
- v případě vzniku nemajetkové újmy jí bylo navíc dáno přiměřené zadostiučinění.

Zadostiučinění se poskytuje především ve formě veřejné omluvy (tzv. morální satisfakce), teprve tehdy, pokud by pouhá omluva vzhledem k závažnosti zásahu nestačila, může být navíc požadována i finanční kompenzace (tzv. relutární satisfakce). Právo na ochranu osobnosti je sice osobní, nicméně po smrti dotčené osoby je může uplatňovat kterákoli z jí blízkých osob.
Zákonná ochrana ale neplatí vždy. Pokud jde o určité projevy osobní povahy, může převážit veřejný zájem na jejich užití i bez souhlasu dotčené osoby. Tato zákonná licence platí, pokud to není v rozporu s oprávněnými zájmy dotčeného člověka, v případě písemností osobní povahy, podobizen nebo obrazových a zvukových záznamů k úředním účelům (tzv. úřední licence), nebo v případě jen podobizen a obrazových či zvukových záznamů pro vědecké účely (tzv. vědecká licence), umělecké účely (tzv. umělecká licence) a pro tiskové, rozhlasové, televizní nebo podobné (internetové) zpravodajství (tzv. zpravodajská licence). Svolení není ani třeba pro použití podobizen či obrazových či zvukových záznamů k výkonu a ochraně práv jiného.

## Ochrana osobnosti u právnických osob
Kromě fyzických osob mají určitou ochranu i osoby právnické, konkrétně jde o ochranu jejich názvu a pověsti. V případě zpochybnění práva k názvu, jeho neoprávněného užívání či zásahu do pověsti se také mohou domáhat upuštění od zásahu a odstranění následků, při vzniku nemajetkové újmy také přiměřeného zadostiučinění.